# Nikolaj Korolkov
Nikolaj Pavlovitj Korolkov, ryska: Николай Павлович Корольков, född 28 november 1946 i Rostov-na-Donu i Rostov oblast, död 5 juli 2024, var en rysk tävlingsryttare som tävlade för Sovjetunionen under sin aktiva karriär.
Han tog OS-guld i lagtävlingen i hoppningen i samband med de olympiska ridsporttävlingarna 1980 i Moskva.